# Крайенбринк, Йохан
Йохан Крайенбринк (нидерл. Johan Krajenbrink; р. 23 марта 1966) — нидерландский шашист (международные шашки), шашечный деятель. Международный и национальный гроссмейстер. Технический директор KNDB, нидерландской федерации шашек. 
Бронзовый призёр чемпионата мира 2000 года в Москве. Серебряный призёр чемпионата Нидерландов 1997 года и бронзовый призёр 1989 года. Серебряный (2010) и бронзовый (2009) призёр командного чемпионата Нидерландов в составе клуба DV VBI (Хёйсен).
Выступает за клуб DV VBI Huissen .
FMJD-Id: 10019